# Catholicos
Il titolo ecclesiastico di Catholicos, derivato dalla parola greca καθολικός (katholikós, che significa "universale, generale"), è dato al capo di alcune chiese che storicamente si sono sviluppate fuori dell'Impero romano; corrisponde al titolo di patriarca, usato invece nelle chiese sorte all'interno di quei confini.

## Origine
Prima ancora che fosse adottato all'interno del cristianesimo, esisteva come titolo civile all'interno dell'Impero romano: il Catholicos, infatti, era il funzionario governativo la cui giurisdizione si estendeva su una vasta area. Anche il funzionario che svolgeva l'incarico di tesoriere poteva assumere questo titolo.

Col passare del tempo, questo titolo si diffuse anche al di fuori dell'Impero romano e venne adottato nell'Impero persiano per indicare i vertici dell'amministrazione civile.
Le Chiese cristiane (soprattutto quelle al di fuori dell'Impero) cominciarono ad utilizzare il termine Catholicos, per indicare il vescovo con autorità generale o universale, non limitata alla propria diocesi.
Nel 315, dieci anni prima del Concilio di Nicea I, Papa bar Aggai, vescovo di Seleucia-Ctesifonte (310 - 329 circa), volle imporre il primato della sua sede, capitale persiana, sugli altri vescovadi dell'Impero persiano e adottò il titolo di Catholicos d'Oriente. Occorse quasi un secolo affinché questa decisione venisse accettata dagli altri vescovi. Nel 410 il primo concilio di tutta la Chiesa d'Oriente (ossia persiana), Concilio di Seleucia-Ctesifonte, stabilì nel suo canone XII: «Accettiamo ben volentieri e riceviamo l'ordine imposto da Yazdgard, Re dei re, su tutti i vescovi di queste terre d’Oriente e su quelli che verranno dopo di noi, di obbedire in tutte le cose giuste e prescritte al vescovo, catholicos, arcivescovo, metropolita di Seleucia e Ctesifonte, fino alla venuta di Cristo, cioè a tutti i vescovi che siederanno sul trono sublime di tale chiesa».
A partire dalla metà del XIII secolo, anche per alcuni titolari della Chiesa fu usato il termine Catholicos, ma solo sporadicamente. Il titolo di Catholicos continuò ad essere in uso per altre chiese autocefale al di fuori dell'Impero romano: la Chiesa armena e la Chiesa georgiana.

## Oggi
Nel mondo, le Chiese cristiane al cui vertice è posto un Catholicos sono sette:
- la Chiesa apostolica armena (ortodossa orientale):
  - Supremo Patriarca e Catholicos d'Armenia e di tutti gli Armeni;
  - Catholicos della Grande Casa di Cilicia e del Medio Oriente;
- la Chiesa apostolica autocefala ortodossa georgiana (ortodossa): Catholicos Patriarca di tutta la Georgia;
- la Chiesa assira d'Oriente ("nestoriana"): Catholicos Patriarca della Chiesa assira d'Oriente;
- l'Antica Chiesa d'Oriente ("nestoriana"): Catholicos Patriarca dell'Antica Chiesa d'Oriente;
- la Chiesa ortodossa siriaca del Malankara (ortodossa orientale): Catholicos d'Oriente;
- la Chiesa cristiana siriaca giacobita (ortodossa orientale): Catholicos dell'India.

Di queste chiese, l'ultima è autonoma in dipendenza dalla Chiesa ortodossa siriaca, non autocefala.